# 초금로
초금로(Chogeum-ro)는 충청북도 진천군 초평면 오갑삼거리에서 음성군 금왕읍 오선사거리 을 잇는의 도로이다.

## 주요 경유지
충청북도
- 진천군 (초평면 . 덕산읍) - 음성군 (대소면 . 맹동면 . 금왕읍)

## 노선
| 이름          | 접속 노선                        | 소재지 | 소재지 | 비고 |
| ------------- | -------------------------------- | ------ | ------ | ---- |
| 오갑삼거리    | 초평로                           | 진천군 | 초평면 |      |
| 영주원사거리  | 교연로                           | 진천군 | 초평면 |      |
| 구산1사거리   | 교연로                           | 진천군 | 덕산읍 |      |
| 석장교        |                                  | 진천군 | 덕산읍 |      |
| 옥동 교차로   | 국도 제21호선 (진성로)           | 진천군 | 덕산읍 |      |
| 옥골 교차로   | 옥동1길                          | 진천군 | 덕산읍 |      |
| 꿈마을 교차로 | 몽촌1길                          | 진천군 | 덕산읍 |      |
| 용몽사거리    | 덕금로                           | 진천군 | 덕산읍 |      |
| 산척교        |                                  | 진천군 | 덕산읍 |      |
| 수태1교       |                                  | 음성군 | 대소면 |      |
| 수태2교       |                                  | 음성군 | 대소면 |      |
|               | 맹동면                           | 음성군 |        |      |
| 봉현사거리    | 지방도 제533호선 (대동로)        | 음성군 |        |      |
| 한삼삼거리    | 성본산단6로                      | 음성군 | 금왕읍 |      |
| 유포삼거리    | 유촌길 버들개길                  | 음성군 | 금왕읍 |      |
| 오선사거리    | 국가지원지방도 제82호선 (대금로) | 음성군 | 금왕읍 |      |

## 주요건물및 시설
- CU 음성봉현사거리점 (초금로 325/봉현리 356-1)
- 세븐일레븐 진천덕산옥동점 (초금로 482/석장리 444-1)
- 한천초등학교 (초금로 687-2/용몽리 518-3)
- 세븐일레븐 진천덕산중앙점 (초금로 733/용몽리 580-9)
- 세븐일레븐 음성금왕로드점 (초금로 740/오선리 191-14)
- 파리바게트 진천덕산점 (초금로 754/용몽리 588-5)